# Saint-Cergue
Pour l’article ayant un titre homophone, voir Saint-Cergues.
 (août 2020).
Si vous disposez d'ouvrages ou d'articles de référence ou si vous connaissez des sites web de qualité traitant du thème abordé ici, merci de compléter l'article en donnant les références utiles à sa vérifiabilité et en les liant à la section « Notes et références ».
Saint-Cergue est une commune suisse du canton de Vaud, située dans le district de Nyon.

## Géographie

Photo aérienne (1964).

Le centre de Saint-Cergue est situé à 11 km à vol d'oiseau de Nyon, chef-lieu de district. La superficie du territoire communal est de 2 426 ha.
Le territoire communal est situé sur la route du col de la Givrine sur une section du Haut Jura Vaudois.
En 2000, 6 % du territoire sont constitués de terrains constructibles et 65 % de forêts ; 28 % sont consacrés à l'agriculture et 1 % improductifs.
Les communes voisines de Saint-Cergue sont Arzier-le-Muids, Givrins, Trélex et Gingins dans le canton de Vaud, ainsi que Les Rousses en France voisine.

## Lieux-dits et villages
Sur le territoire communal sont situés les villages de Saint-Cergue et de La Cure (depuis 1862, à la suite de l'accord sur la vallée des Dappes), ainsi que de nombreux chefs-lieux, tels que Guinfard, La Givrine, Couvaloup.

## Histoire
Déjà les Romains utilisaient le passage de Saint-Cergue. La localité est mentionnée pour la première fois dans une charte de l'évêque Gui de Genève en 1110, confirmant à l'abbaye de Saint-Oyen de Joux la possession de l’église de Saint Cyrique, nom à l'origine de Saint-Cergue. En 1299, le seigneur de Thoire-Villars construit un château, destiné à assurer la protection du passage. Le château aurait été détruit en 1476 ; la légende dit que Charles le Téméraire y aurait trouvé refuge après sa bataille contre les  Confédérés suisses dans le cadre des Guerres de Bourgogne.
En 1536, Saint-Cergue, avec l'ensemble du Pays de Vaud, est conquis par la ville de Berne, et intégré à ses  domaines. Mais l'Espagne qui possédait la Franche-Comté voulait annexer le territoire de Saint-Cergue. Un arbitrage, en 1606, attribue Saint-Cergue définitivement à « Leurs Excellences de Berne » et des bornes sont plantées.
En 1798, Saint-Cergue passe sous domination de la France napoléonienne, puis devient en 1803 une commune du nouveau Canton de Vaud. En 1863, la commune voit son territoire modifié avec le traité des Dappes : la commune perd certains terrains au pied de la Dôle, mais reçoit des compensations. Les maisons du hameau de La Cure qui avaient toujours été françaises deviennent partiellement suisses. En 1916, puis en 1918, la ligne de train NStCM (Nyon Saint-Cergue La Cure Morez) relie ces communautés à la plaine. Des petites industries s’installent dans la commune. En 1938, un téléluge est installé à la Dôle ; il sera transformé en téléski ensuite. Au siècle passé, la station hivernale de St-Cergue bénéficie d’une réputation internationale. Cette renommée a faibli, mais la commune tient à sa vocation de station touristique régionale.

## Tourisme

Couvaloup de St-Cergue.

Plusieurs domaines skiables se situent sur le territoire de la commune. Le plus important, le domaine transfrontalier franco-suisse « Jura sur Léman », se situe sur le massif de la Dôle (CH) et des Tuffes (F). L’entrée au domaine est situé à Les Dappes (F).
Le domaine de La Trélasse, idéal pour les débutants et familles, se situe sur le col de la Givrine.
Le domaine de Basseruche, également un lieu idéal pour les débutants et familles, se situe à la périphérie nord du village de Saint-Cergue.
Au centre du village de Saint-Cergue se trouvent les « Pistes du village ». Il y a une piste débutant, et deux pistes demandant déjà plus d’expertise. Ces pistes sont éclairées certains soirs, pour permettre le ski nocturne.
Au centre du village, au pied des « Pistes du Village », se situe la patinoire sur glace. L'accès y est gratuit, et même les patins sont mis à disposition gratuitement. Comme les pistes de ski, la patinoire jouit des nocturnes.
Un grand nombre de chemins pédestres sillonnent la commune, notamment le Chemin des Crêtes du Jura sur la liaison Col du Marchairuz – La Dôle, et l'Échappée Jurassienne reliant la ville de Dole (F) à La Dôle et Nyon.
La pratique du vélo et du VTT – notamment électriques – sont de plus en plus répandus sur la commune.
Le domaine de Basseruche offre des activités estivales très variées, tel que swin golf, le tir à l’arc, la grimpe.
Pour revenir à l’hiver, la commune de St-Cergue entretient un important réseau de pistes de ski nordiques et de pistes de raquettes, ainsi que des pistes de randonnée hivernale. Le point de départ idéal pour ces sorties est le col de la Givrine.
La commune a aussi une piste de chiens de traineaux, dont le départ se situe près du Refuge de la Barillette.
En hiver, de nombreux chalets d’alpage se transforment en buvettes hivernales, et offrent boissons et fondues, ou d'autres spécialités, aux skieurs et randonneurs à pied ou à raquette. En été, plusieurs restaurants vous accueilleront à Saint-Cergue, La Cure, et dans des restaurants situés sur les chemins de randonnées.
La commune fait partie du Parc naturel régional Jura vaudois.

## Population

### Gentilé
Les habitants de la commune se nomment les Saint-Cerguois,,.

### Démographie
Les habitants sont francophones à 90,3 %, italophones à 2,2 % et germanophones à 2,2 %.

## Transport
- Sur la ligne ferroviaire métrique Chemin de fer
Nyon–Saint-Cergue–La Cure : Nyon - Saint-Cergue - La Cure
- Autoroute A1, Sortie 11 (Nyon)

## Personnalités liées à la commune
- Jean-Jacques Rousseau passa par Saint-Cergue peu avant le 28 juin 1733, date de son arrivée à Besançon depuis Chambéry[8]. Le chemin qu’il traversa, qui se situe au centre du village, porte aujourd'hui son nom.

- Johann Wolfgang Goethe voyagea en Suisse, et le 27 octobre 1779, il escalada la Dôle. Dans "Briefe aus der Schweiz"[9], il écrivit « Der kahle Gipfel der Dôle lag vor uns, wir stiegen ab, unsre Pferde zogen auf der Straße voraus nach St-Cergue, und wir stiegen die Dôle hinan. »

- Alphonse de Lamartine passa une nuit à Saint-Cergue au printemps 1815, fuyant le retour de Napoléon au moment des Cent-Jours. Il célèbre ainsi son arrivée dans ses Confidences : « Arrivé sur le sommet de Saint-Cergue, d’où le regard embrasse le lac de Genève et la ceinture de montagnes gigantesques qui l’entourent, je baisai avec enthousiasme cette terre de la liberté »[10].  Les Lamartiniens ont placé une plaque en son honneur sur la maison qui l'a abrité.

- Henri Bergson se fit construire une maison, « l'Échappée », à Saint-Cergue. Il y passa de nombreux étés de 1919 à 1930[11].

- Michel Berger passa des vacances à Saint-Cergue pendant son enfance. Il en parla dans une interview de la RTS[12], le 25 mars 1983, face à Bernard Pichon. L’entretien eut lieu à Saint-Cergue, dans le bâtiment de l’Observatoire. Michel Berger termina l’entretien en disant que Saint-Cergue évoque pour lui « … une des plus belles vues du monde »

- Sonia Grimm, auteure-compositrice-interprète de chansons pour enfants, grandit et vit à Saint-Cergue.